# دينيس ويتلي
دينيس ييتس ويتلي (8 يناير 1897 - 10 نوفمبر 1977) (بالإنجليزية: Dennis Yeats Wheatley)‏ كاتب إنجليزي أنتج العديد من الروايات الخيالية والغامضة، ويعتبر واحدًا من أكثر المؤلفين مبيعًا في العالم من 1930 إلى 1960. 

## روابط خارجية
- دينيس ويتلي على موقع IMDb (الإنجليزية)
- دينيس ويتلي على موقع ميوزك برينز (الإنجليزية)
- دينيس ويتلي على موقع قاعدة بيانات الفيلم (الإنجليزية)